# Praha-Velká Chuchle
Praha-Velká Chuchle egy csehországi vasútállomás, Prágában.

## Megközelítés helyi közlekedéssel
- Busz:  172, 244, 907
- Vonat:   S7

## Vasútvonalak
Az állomást az alábbi vasútvonalak érintik:
- Prága–Beroun-vasútvonal

## Szomszédos állomások
A vasútállomáshoz az alábbi állomások vannak a legközelebb:
- Praha-Krč
- Praha-Smíchov
- Praha-Radotín